# Chotiń
Chotiń – osiedle typu miejskiego w obwodzie sumskim Ukrainy.
W 2025 miejscowość liczyła 700 mieszkańców.